# 大阪市立市岡商業高等学校
大阪市立市岡商業高等学校（おおさかしりつ いちおかしょうぎょう こうとうがっこう）は、大阪府大阪市港区に所在した市立の商業高等学校である。

## 概要
商業科と情報会計科の2学科を設置していた商業高等学校であった。通称は「市商（いちしょう）」。
大阪市で2番目の市立商業学校として1919年に創立した。旧制学校時代は現在の港区磯路3丁目付近に校舎があった。しかし大阪大空襲により校舎を全焼し、仮校舎の時代を経て1956年から2012年3月まで港区弁天1丁目に校舎を構えていた。
大阪市立天王寺商業高等学校・大阪市立東商業高等学校と統合し、2012年に大阪市立大阪ビジネスフロンティア高等学校が設置された。これに伴い募集を停止し、2012年度・2013年度の2年間のみ大阪ビジネスフロンティア高等学校内に移転する形になった。2014年3月に閉校した。

## 沿革

### 市岡商業学校
大阪市会は1918年12月23日、大阪市立第二商業学校の設置を議決した。準備期間を経て1919年4月より開校し、同年4月25日に北区玉江町2丁目（現在の北区中之島5丁目）・大阪市立実業学校を仮校舎として授業を開始した。5年制で男子のみの募集だった。
1920年4月には西区市岡705番地（現在の港区磯路3丁目26番・27番付近）に校舎が竣工し移転している。1921年6月1日付で大阪市立市岡商業学校と改称した。
1934年9月21日の室戸台風では校舎が床上浸水する被害を受けたが、校内にいた教職員・生徒への人的被害はなかった。
太平洋戦争に伴い、1944年には戦時措置として工業学校へ転換している。また1944年6月1日より勤労動員が実施され、4・5年の全生徒が日立造船築港工場に動員されている。
1945年3月13日の大阪大空襲では、校舎が全焼する被害を受けた。被災直後より港区・東田中国民学校に仮校舎を設置した。仮校舎は1945年9月1日に西区・九条東国民学校（現在の大阪市立九条東小学校）に移転したのち、1945年12月1日にはさらに東区・北大江国民学校に移転している。
1946年には商業学校に復帰し、同年4月1日より西区・明治国民学校（当時休校中。現在の大阪市立明治小学校）に仮校舎を移転している。

### 市岡商業高等学校
1948年の学制改革により大阪市立市岡商業高等学校が発足した。女子学校との生徒交流や合併などの措置をとらず、入学試験で男女生徒を募集することで男女共学化を図った。実際に女子生徒が入学したのは、2年後の1950年となった。
1951年には、戦災被害のため当時休校中だった港区・大阪市立南市岡小学校の校舎に移転することになった。
その後、戦前の場所とは別の敷地・港区千代見町2丁目20番地（のち住居表示実施で港区弁天1丁目5番23号）に校舎を建設することになり、1956年に部分移転している。
1958年5月には千代見町の校舎に本校機能を移転し、南市岡小学校の校舎を引き続き分校として一部使用していた。南市岡小学校は1958年4月に再開したため、校舎を共用する形になっていた。1959年3月には南市岡小学校内の分校を廃止し、現在地に完全移転した。

### 閉校
大阪市教育委員会は2004年、大学や産業界と連携して、高度な専門性を持つ商業人の育成や、高校・大学の7年間を見据えた商業教育などをおこなう新しいタイプの市立商業高等学校を、既存校の統廃合で設置する構想を発表した。
2004年時点では具体的な統廃合対象校の名前は挙げられていなかったが、大阪市教育委員会は2007年6月になり、統廃合対象校と「新商業高等学校」（仮称）の開校計画時期を発表した。
発表によると、新商業高等学校は既存の大阪市立天王寺商業高等学校・大阪市立市岡商業高等学校・大阪市立東商業高等学校の3校を統合して、従来の天王寺商業高等学校の場所（天王寺区烏ヶ辻）に2012年4月に開校するとした。新商業高等学校はその後2011年、大阪市立大阪ビジネスフロンティア高等学校の校名が決定した。
これに伴い、市岡商業高校は2011年度の新入生を最後に募集停止となった。在校生は2012年度より大阪市立大阪ビジネスフロンティア高等学校に移転した。統合前の3校の生徒が卒業するまで大阪ビジネスフロンティア高等学校・市岡商業高等学校・東商業高等学校・天王寺商業高等学校の4校が大阪ビジネスフロンティア高等学校の校舎を共用した。

### 年表
- 1918年12月23日 - 大阪市会、大阪市立第二商業学校の設置を議決。
- 1919年4月1日 - 大阪市立第二商業学校として開校。
- 1919年4月25日 - 大阪市立実業学校内で授業開始。この日を創立記念日とする。
- 1920年4月8日 - 西区市岡705番地に校舎竣工し、移転。
- 1921年6月1日 - 大阪市立市岡商業学校と改称。
- 1944年3月9日 - 戦時中の措置により、大阪市立市岡工業学校に転換。
- 1944年6月1日 - 4・5年の全生徒、日立造船築港工場に勤労動員。
- 1945年3月13日 - 大阪大空襲で校舎全焼。仮校舎を転々とする。
- 1946年3月30日 - 市岡商業学校に再転換。
- 1948年4月1日 - 学制改革により大阪市立市岡商業高等学校となる。
- 1951年7月24日 - 大阪市立南市岡小学校（当時休校中）に移転。
- 1951年9月13日 - 復興記念式典を実施。
- 1956年12月11日 - 港区千代見町2丁目20番地（のち弁天1丁目5-23）に新校舎第一期工事竣工。部分移転。
- 1958年5月9日 - 現在地を本校とする。南市岡小学校内の校舎（旧・本校）を分校とする。
- 1959年3月14日 - 現在地に完全移転。南市岡小学校内の分校を廃止。
- 1991年4月1日 - 情報会計科開設（2クラス）。
- 1996年4月 - 制服を改定（新1年生より学年進行）。
- 2007年 - 天王寺商業・東商業・市岡商業の統合で新商業高校（仮称）を設置することを発表。
- 2012年4月 - 大阪市立大阪ビジネスフロンティア高等学校への統合に伴い募集停止。天王寺区烏ヶ辻に移転。
- 2014年3月31日 - 最終学年の卒業に伴い閉校。

## 学校跡地
2012年以降、市岡商業高等学校跡地は未利用地となっている。大阪市は、売却を含めた活用策を検討している。
2013年に市岡商業高等学校の跡地の活用に向けたマーケット・リサーチがおこなわれ、また地域住民の意見も踏まえて、4年制大学・大学院を誘致し地域活性化につなげること、および災害時の避難場所を確保することが相当だと判断された。2014年に大学設置および校舎に津波避難ビルの機能を持たせることなどを条件とする競争入札で売却する方針を決め、2014年11月に入札がおこなわれたが、申し込みがなかった。
その後大阪市の関係部局や地域住民との調整を続け、跡地活用方針が検討されている。
日本国際博覧会協会は2024年5月30日、2025年4月より半年間の日程で実施される2025年日本国際博覧会（大阪・関西万博）来場者のスーツケースなどを一時的に預かる大型荷物預かり施設のひとつとして、市岡商業高等学校跡地を使用する方針を公表した。

## 出身者
- レツゴー正児 - 漫才師
- 桂春蝶 (2代目) - 落語家
- 桂文枝 (6代目) - 落語家
- 市川崑 - 映画監督
- 山本猛夫 - 実業家、山善創業者
- 高山義雄 - 実業家、三和銀行副頭取
- 甲斐修一郎 - 実業家、センコー社長